# إنزيم الغسيل

## إنزيم الغسيل
إنزيم الغسيل هو نوع واحد من الإنزيمات البيولوجية التي يتم استخدامها بشكل متكرر في صناعة الغسيل، كما أنه لا يزال أكبر تطبيق للإنزيم الصناعي، وبالتالي يلعب إنزيم الغسيل دورًا مهمًا في مساعدة الغسيل المنزلي والأعمال الصناعية النسبية. إنزيمات الغسيل هي فئة فرعية من الإنزيمات، وبالتالي فهي أيضًا محفزات بيولوجية ذات بنية متعددة الجزيئات. عادة ما تكون موجودة على شكل جزيئات زرقاء صغيرة أو بقع في كل من المنظفات السائلة والبودرة، وبمجرد الاتصال بالماء فإنها تذوب بسرعة، عن طريق العمل كمحفز، تعزز إنزيمات الغسيل معدل التفاعل بين البقع والمحلول المائي لذلك، فإن إنزيمات الغسيل جيدة في إزالة البقع. إن إضافة إنزيمات الغسيل في منتجات المنظفات يحسن كفاءة الغسيل ويجعل العملية أكثر صداقة للبيئة، وبالتالي يرغب مصنعو المنظفات في تحديث المنتجات بإضافة تركيبة إنزيم الغسيل مع تزايد اهتمام المستهلكين بالتقنية الحيوية الجديدة التي تنمو تدريجيًا، أصبحت منظفات إنزيم الغسيل أكثر شيوعًا في العالم، مما يكشف عن نجاح تطبيق إنزيم الغسيل في الصناعة مع ذلك، لا يزال هناك العديد من المخاوف من المستهلكين التي تسببها إنزيمات الغسيل مثل الحساسية المحتملة وتلف الأقمشة، ولكن النتيجة التجريبية تظهر أن المخاوف غير ضرورية.

## التاريخ
قدم أوتو روم استخدام الإنزيمات في المنظفات، والتي أضاف إليها التربسين المستخرج من أنسجة الحيوانات المذبوحة. على الرغم من نجاح صيغة روم، مقارنة بطرق التنظيف التقليدية المستخدمة في المنازل الألمانية، فقد اعتبرت غير مستقرة عند التعامل مع القلويات والمبيضات. في عام 1959 تم تحسين الغلة من خلال التوليف الميكروبي للبروتياز.

## المركبات الرئيسية
هناك خمس فئات من الإنزيمات الموجودة في منظفات الغسيل تشمل البروتياز، الأميليز، الليباز، السليولاز، والماناناز.

## الخصائص
يجب أن تكون إنزيمات الغسيل قادرة على العمل بشكل طبيعي في مجموعة واسعة من الظروف المعاكسة: حيث أن درجات حرارة الماء تصل إلى 60 درجة مئوية أو تصل إلى 0 ℃؛ حيث البيئات القلوية والحمضية حلول ذات قوة أيونية عالية؛ ووجود عوامل سطحية أو عوامل مؤكسدة.

## المزايا
توفير الطاقة المنزلية
تقليدياً، تقوم آلة الغسيل المنزلية بتسخين ماء الصنبور لتوفير حالة غسيل أفضل للبقع المتسخة على القماش لإذابتها، وذلك لأن معظم البقع العنيدة لها قابلية ذوبان أفضل في المذيب الساخن ومع ذلك، فإن الطاقة المستخدمة في هذه العملية لا تكاد تذكر، وبالتالي فهي طريقة تستحق التكلفة للقيام بغسيل الأسرة التقليدية. بعد إدخال إنزيمات الغسيل في السوق، تحسن الوضع بشكل ملحوظ لتوفير الطاقة، لم يعد هناك استخدام إضافي لدرجات الحرارة المرتفعة في المنزل أو غسالات الصحون لأنه تم تقليل درجة الحرارة المستخدمة مؤخرًا. يشار إلى أن إنزيمات الغسيل لا تزال في أعلى أداء حتى في ماء الصنبور البارد، وبالتالي بالنسبة لمعظم الغسيل المنزلي، ليست هناك حاجة لتسخين غسالة منزلية لتسخين مياه الصنبور. من هذا المنظور، تعتبر إنزيمات الغسيل ضرورية في المساعدة على حفظ الفواتير المنزلية.
مجموعة متنوعة من الملابس في وقت واحد
ونتيجة لذلك، يمكن للمستهلكين اختيار مجموعة أكبر من الملابس بمواد متنوعة بحرية. تسمح حالة غسيل درجة الحرارة المنخفضة بمواد أكثر حساسية مثل الصوف والحرير التي تتأثر بسهولة عند وضعها في بيئة ذات درجة حرارة عالية. علاوة على ذلك، فإن درجة الحرارة المنخفضة تتجنب أيضًا تلاشي الجينز الذي عادة ما يكون مصبوغًا بألوان داكنة وبالتالي سيكون هناك نقل أقل للون.
عملية غسيل أفضل لتصنيع الجلود
هناك دليل آخر يؤكد على مزايا استخدام إنزيم الغسيل في صناعة الجلود. كان الإجراء التقليدي معقدًا أولاً، ومن ثم غمر جلود الحيوانات بمزيج من البول والجير تمامًا للتخلص من الشعر واللحم والدهون غير المرغوب فيها، ثم تم تنعيم القشرة بعجنها في براز الكلاب أو براز الحمام، والتي كانت تتم عادةً بأقدام عارية ما جعل صناعة الجلود سيئة السمعة حقًا هو الإفرازات ورفض التخلص منها، تسببت في مخاطر شديدة ومشكلة على كل من صحة الإنسان والنظام البيئي بسبب الكمية الهائلة من النفايات السائلة ذات التركيز العالي من الكبريتيد والكروم؛ لذلك كان تصنيع الجلود يعتبر تجارة ضارة وفائضة دون أدنى شك ولكن بعد إدخال إنزيمات الغسيل في إجراء المعالجة المسبقة للجلد، تخلصت صناعة الجلود من طريقة التلف لمعالجة الجلد مسبقًا وكذلك تغير الوضع بشكل أفضل، حيث يتم تقليل استخدام كبريتيد الصوديوم، وهو مركب مبدع خطير لإزالة الشعر من جلود الحيوانات بنسبة 60٪ ، ينخفض استخدام الماء للنقع وقص الشعر بنسبة 25٪ ، أبرزها هو التلوث السام وتم تخفيض الانبعاثات بشكل كبير بنسبة 30٪. لم تستبدل إنزيمات الغسيل هذه أبدًا المركبات الكيميائية الصناعية تمامًا، ومع ذلك تم تحسين ظروف العمل ومياه الصرف الصحي ووقت المعالجة بشكل كبير.
استبدال الفوسفات والمواد الخافضة للتوتر السطحي
مع الملفات والسياقات التشريعية المكتملة أكثر، القادمة نحو صناعة الغسيل لم يعد مسموحًا باستخدام المواد الخافضة للتوتر السطحي الاصطناعية غير الصديقة للبيئة وأملاح الفوسفات دون أي حد للاستخدام، ونتيجة لذلك يتم استخدام المواد الخافضة للتوتر السطحي الاصطناعية بتركيز أقل مع الإنزيمات. في الوقت الحالي، أدرك مصنعو صناعة الغسيل أهمية إنتاج منظفات صديقة للبيئة، ولتحقيق هذا الإنجاز، تمت إضافة إنزيمات الغسيل لإعادة صياغة المنظف واستبدال المواد الكيميائية السطحية والفوسفات السابقة. إنزيمات الغسيل هي عوامل نشطة بيولوجية مثل البكتيريا أو الخميرة أو حتى الفطر التي يتم الحصول عليها بيولوجيًا، وبالتالي سيكون هناك تلوث كيميائي أقل من الإنزيمات وتحلل بعض المواد السامة.

## الاهتمامات العامة
تلف الملابس
في الواقع، وجد أن إنزيم الغسيل له تأثير جانبي على القماش المصنوع من مواد دقيقة؛ وفقًا للاختبار، تم نقع الأقمشة المتماسكة والصوفية غير المعالجة في محلول مع تركيبة إنزيم الغسيل المنزلي ومن ثم بقيت المتغيرات الأخرى، الوقت ودرجة الحرارة حتى 10 أيام و40 ℃ على التوالي، ثابتة. ونتيجة لذلك، وجد أن فقدان القوة يتناسب مع وقت النقع وتركيز إنزيم الغسيل وقد ضعفت هذه المواد أيضًا إلى حد ما. ترافق الخسارة أيضًا كتلة منخفضة والعلاقة بين الخسارة ووقت النقع كانت لوغاريتمية خطية، مما يشير إلى أن إنزيمات الغسيل ستضر النسيج الهش إذا كان النقع في وقت طويل.
حساسية الجلد
بعد أن كانت إنزيمات الغسيل شائعة لعدة عقود، تختلف استجابة المستهلكين أيضًا بشكل شخصي. ويذكر أن بعض المستهلكين الفلبينيين الذين اعتادوا على الغسيل باليد عانوا قليلاً من منظفات المسحوق والمكونات الحبيبية الملحوظة تم العثور عليها بشكل رئيسي مع تركيبة إنزيم الغسيل. علاوة على ذلك، يقال أيضًا أن إنزيمات الغسيل لديها القدرة على زيادة احتمالية الحصول على استجابات الحساسية من النوع الأول، ونتيجة لذلك، يتم الخلط بين عدد متزايد من المستهلكين حول ما إذا كانت منظفات إنزيم الغسيل لا تزال آمنة للاستخدام لاختبار سلامة إنزيم الغسيل التجاري، تم تقديم تجربة غير متحيزة تسمى اختبارات وخز الجلد، لاختبار كيفية استجابة الجلد البشري عند استخدام إنزيم الغسيل والمفتاح هو فهم التعرض لإنزيمات الغسيل؛ كانت عملية الاختبار الرئيسية صارمة وخاضعة للمراقبة: شارك أكثر من 15000 متطوع من مختلف الأنواع في الاختبار، واستخدمت 8 أنواع مختلفة من إنزيمات الغسيل لإثبات سلامتهم، تم وضع قطرة من محلول إنزيم الغسيل على سطح الساعد وتم اختبار وخز على البشرة باستخدام إبر معقمة، استغرقت كل ملاحظة 15 دقيقة لتقديم أي رمز للطفح الجلدي ولضمان الدقة، سيكون هناك تأكيد إضافي لأي من الملاحظات الإيجابية عن طريق تكرار الاختبار بذراع أخرى ؛ تكشف النتائج أن رد فعل الحساسية نادر للغاية بين المستهلكين العام. تم تشخيص حساسية 0.23٪ فقط من 15765، حيث أن سبب قضية الفلبين هو الطريقة القوية والاندفاعية لفرك الغسيل باليدين. بعد العديد من المتطوعين بكثرة في جميع أنحاء العالم، تبين أن التعرض لأنزيمات الغسيل لا يؤدي إلى حساسية الجلد (حساسية النوع الأول) ولا تآكل الجلد لذلك، فإن قلق المستهلكين بشأن إنزيم الغسيل على حساسية الجلد غير ضروري في الواقع.